# Владо Сингер
Владо (Владимир) Сингер, (Вировитица, 21. октобар 1908 — Стара Градишка, октобар 1943) био је хрватски политичар и члан усташкога покрета.

## Биографија
Владо (Владимир) Сингер рођен је 21. октобра 1908. године у Вировитици, у јеврејској породици (касније је прешао у католицизам и изјашњавао се као Хрват). Политичку активност започео је током студија у Загребу, крајем двадесетих и почетком тридесетих година 20. вијека. Једна је од главних личност тајних националних друштава, а јавно је предводи студенте у друштву „Кватерник”. Поред њега главни актери били су Бранимир Јелић, Младен Лорковић и Еуген Дидо Кватерник, а заједно су сматрали да су дотадашње политичке формације превазиђене и да треба стварати нови покрет који би био носилац револуционарне борбе. Дана 6. марта 1932. године, организује демонстрације на Свеучилишту против диктатуре краља Александра I. У марту 1933. године покреће и уређује гласило младе хрватске националистичке организације Наша груда, прве независне новине које излазе у Хрватској за вријеме диктатуре. Први број Наше Груде: Омладинског листа за сувремена питања изашао је 1. марта 1933. године, а уредници су били Сингер и пјесник Иво Лендић.

### Емиграција
Након само два броја одлази, у љето 1933. године, у емиграцију. Настањује се у Бечу. У његовом стану неко се вријеме 1934. године склањао и Еуген Дидо Кватерник. У марту 1934. године на захтјев Југославије, у Бечу га хапсе аустријске власти,, због наводне везе с планираним атентатом Петра Ореба на краља Александра I у децембру 1933. године. Након шест мјесеци, пуштен је на слободу и одлази у Италију. Тамо борави у усташким логорима и у интернацији на Липарима. Након Марсељског атентата поновно је ухапшен.
Био је повјереник Главног усташког стана. Према Кватернику, једини је од свих усташа у Италији критички гледао на Павелићев начин живота, али му је био одан.

### НДХ и смрт
У априлу 1941. године враћа се у Загреб, заједно са Павелићем и другим усташама из емиграције. У мају преузима вођење Особног одјела Главног усташког стана. Када је средином јуна основана Усташка надзорна служба (УНС), преузима 2. биро (обавјештајна служба). У августу 1941. дошао је у посјед поузданих вијести из штаба 2. италијанске армије о италијанском оперативном плану за освајање цијеле НДХ у пет етапа, о чему је обавијестио руководство НДХ:
1. етапа — подручје из Римских уговора,
2. етапа — реокупација друге зоне,
3. етапа — реокупација треће зоне,
4. етапа — окупација Хрватске до Саве и
5. етапа — запосједање сјеверне Хрватске до Драве.

Када су комунисти, 14. септембра 1941. године, извршили диверзију на главну загребачку пошту, на захтјев Нијемаца ухапшен је као одговорна личност и интерниран је у логор Јасеновац, а затим у Стару Градишку, гдје је и погубљен. У Јасеновцу је неко вријеме био заточен заједно са Влатком Мачеком, током зиме 1941—1942, о чему је оставио опширни извјештај, а који је 1945. године однијет у емиграцију. Савременици и сарадници његово хапшење и ликвидацију доводе у везу с његовим јеврејским поријеклом и личном нетрпељивошћу Вјекослава Лубурића према њему, а не с одговорношћу за наведену комунистичку саботажу. Убиство Владе Сингера никада није разјашњено, а нити ко је за то издао налог.

### Трећину (Срба) побити, трећина ће побјећи, а трећина ће се покатоличити и постат Хрвати
У мају 1941. године, Сингер је свом познанику Шими Балену, у Загребу, између осталога рекао: ...Ми морамо користити прилику. Срби су нам већ три стотине година највећа сметња на врату. С њима, тако намноженима и таквима какви јесу, никад среће у нашој хрватској држави. Сад је прилика! Морамо их трећину побити, трећина ће побјећи, а трећина ће се покатоличити и постат Хрвати. Ова реченица о трећинама Срба (побити, протјерати, похрватити) се обично погрешно приписује Мили Будаку, министру вјеронауке и наставе у НДХ. То није измислио ни први изговорио Будак, него Сингер.